# Oedothorax trilineatus
Oedothorax trilineatus är en spindelart som beskrevs av Saito 1934. Oedothorax trilineatus ingår i släktet Oedothorax och familjen täckvävarspindlar. Inga underarter finns listade i Catalogue of Life.